# Холодна Яма
Холодна Яма (рос. Холодная Яма) — печера в Башкортостані, Росія. Печера комплексного (горизонтально-вертикального) типу простягання. Загальна протяжність — 410 м. Глибина печери становить 74 м. Категорія складності проходження ходів печери — 2А. Печера відноситься до Малоїкського району Південної області Західноуральської спелеологічної провінції.